# Xabea inermis
Xabea inermis är en insektsart som beskrevs av Lucien Chopard 1930. Xabea inermis ingår i släktet Xabea och familjen syrsor. Inga underarter finns listade i Catalogue of Life.